# 維爾基亞
維爾基亞是立陶宛的城市，位於首府考那斯西北25公里的尼曼河右岸，由考那斯縣負責管轄，面積2.7平方公里，市內的教堂在1908年建成，2010年人口2,263。